# Ford Trimotor
Il Ford Trimotor (detti anche "Tri-Motor", cui fu attribuito il nomignolo di "The Tin Goose", cioè Oca di latta) era un trimotore statunitense civile da trasporto, prodotto dall'azienda statunitense Ford nel 1925, la cui produzione continuò fino al 7 giugno 1933.
Costruito, durante la sua lunga vita operativa, in 199 esemplari di diverse versioni, fu un modello di considerevole successo che incorporava soluzioni tecniche d'avanguardia che gli consentirono di volare per anni, al di là di ogni più rosea aspettativa.
Impiegato da innumerevoli compagnie commerciali, fu adottato anche da operatori militari in tutto il mondo.

## Storia del progetto
Nel corso del 1925, in concomitanza con la liberalizzazione della gestione delle rotte aeree postali, il "re dell'automobile" Henry Ford, decise di muovere i primi passi nel settore aeronautico.
Nella primavera di quello stesso anno indisse e finanziò una "Reliability Trial" (prova di affidabilità) per velivoli da trasporto che, toccando diverse località degli Stati Uniti d'America, avrebbe dovuto consentirgli di stabilire quale fosse il miglior
aereo per il trasporto commerciale.
La competizione fu appannaggio di un velivolo costruito dalla olandese Fokker: per l'occasione il "patron" della casa europea, Anthony Fokker rivide il progetto del modello F.VII, dotandolo di tre motori Wright. Il successo di tale velivolo fu tale che Edsel Ford (figlio di Henry) decise di acquistare il velivolo vincitore per destinarlo all'impiego nella spedizione verso il Polo Nord che sarebbe stata tentata dall'esploratore Richard Evelyn Byrd.
Sulla scorta di tale successo Henry Ford tentò, senza riuscirvi, di acquistare la licenza per la costruzione del trimotore da Fokker. Convinto della formula trimotore, senza arrendersi per il rifiuto ottenuto da Fokker, nell'agosto del 1925 Henry Ford decise di acquistare un'azienda aeronautica statunitense, la Stout Metal Airplane Company.
A far data dal 1922 il fondatore di tale azienda William Bushnell Stout, aveva realizzato una serie di monoplani (monomotori) da trasporto che si contraddistinguevano per l'affidabilità, la pulizia aerodinamica e le tecnologie costruttive adottate (come la controventatura interna o l'impiego di leghe d'alluminio con rivestimento in Alclad).
A partire dal 15 febbraio 1926 Herny Ford, dopo aver fondato una propria compagnia di trasporti aerei, la Stout Air Services, iniziò collegamenti postali sulle rotte Detroit-Cleveland e Detroit-Chicago, servendosi degli aerei precedentemente realizzati da "Bill" Stout. Proprio per questi servizi Stout progettò, su commissione di Ford, il primo trimotore (indicato come Model 3-AT): l'insuccesso di questo primo velivolo (incendiatosi al suolo, probabilmente dopo aver volato una sola volta), portò al licenziamento di Stout ed al progetto del Model 4-AT (ad opera del gruppo di ingegneri della Ford, guidato da Harold Hicks e Tom Towle).
Sulla base dell'esperienza nel frattempo maturata, Henry Ford si era convinto della necessità di sviluppare velivoli con struttura completamente metallica (mentre i Fokker erano costruiti con tubi d'acciaio, legno e tela). Per quanto riguarda il rivestimento, pur non essendoci prove concrete della correlazione, è molto probabile che i tecnici della Ford si siano ispirati agli altri trimotori di successo dell'epoca, i tedeschi Junkers.
Il primo dei trimotori Model 4-AT ricevette il battesimo dell'aria l'11 giugno 1926, poco più di un anno dopo il bando della "Reliability Trial". Poco tempo dopo venne completato anche il primo modello della versione ampliata, denominato Model 5-AT.

## Tecnica

### Struttura

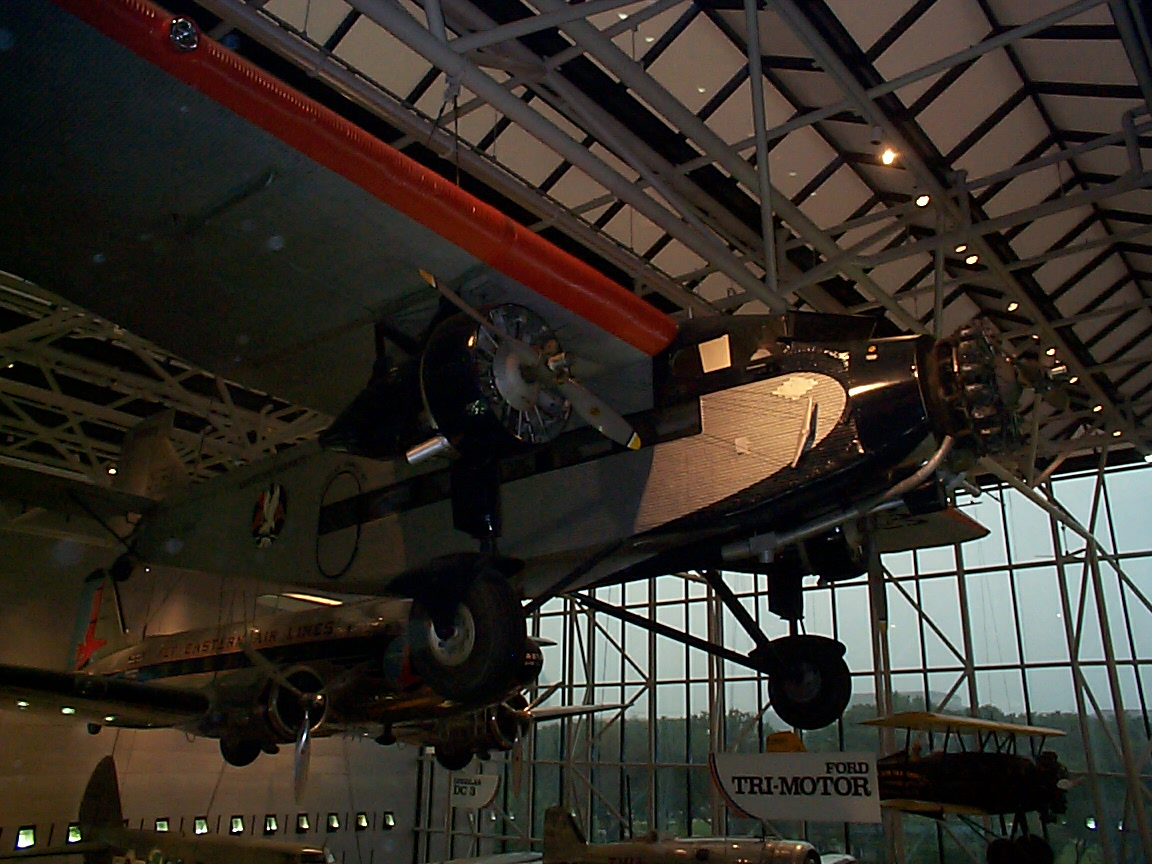
Il Trimotor N9683 conservato al National Air and Space Museum di Washington con le insegne della American Airways

Pur trattandosi di velivoli diversi tra loro, tutti i Trimotor avevano una struttura comune e, sostanzialmente, differivano semplicemente nelle dimensioni della fusoliera o nell'apertura alare.
I Trimotor erano monoplani ad ala alta, a sbalzo, di struttura interamente metallica. Differentemente dagli altri famosi trimotori dell'epoca (in particolare i Fokker), l'ala dei Trimotor non era montata sopra la fusoliera, ma in posizione più bassa tanto da risentirne in quanto alla dimensione dell'altezza interna della cabina.
Le ali erano composte da tre parti: la parte centrale costituiva un corpo unico con la fusoliera. Dal canto suo questa risultava arrotondata nella parte superiore (anche in questo caso differentemente dai trimotori della Fokker).
I motori erano posizionati in modo tale da produrre la spinta sullo stesso asse: per questa ragione i due propulsori esterni erano posizionati in gondole subalari, in posizione ribassata. Rari furono i modelli dotati di alettature ai motori in funzione di raffreddamento o di qualsiasi tipo di carenatura. I tubi di scarico dei motori esterni erano corti, solo in un secondo momento raccordati in un unico collettore sul lato esterno. Gli scarichi del motore centrale erano invece generalmente raccordati in un unico tubo che correva centralmente sotto la fusoliera e che poteva essere sfruttato per riscaldare aria da immettere nella cabina passeggeri in caso di necessità.
Così come la struttura, anche il rivestimento era interamente metallico: la parte anteriore della prua e le parti superiori ed inferiori della fusoliera erano rivestite con lamiere lisce mentre il resto del velivolo era ricoperto con lamiere corrugate di tipo Junkers: questo tipo di lamiera, malgrado la maggior resistenza aerodinamica, offriva grande resistenza agli impatti locali ed, eventualmente, ai carichi applicati.
Particolarità esclusiva dei trimotori Ford era il materiale utilizzato per il rivestimento: vennero utilizzate leghe in Alclad: duralluminio ricoperto di alluminio puro, trattato in funzione anticorrosione.

### Motore
Le motorizzazioni impiegate per i vari modelli del Trimotor, sono state diverse ed in alcune occasioni i motori utilizzati differivano tra di loro a seconda che si trattasse dei motori esterni (posti in gondole separate, sotto le semiali) oppure del motore centrale posto all'estremità del muso.
Una delle motorizzazioni più utilizzate, per numero di velivoli costruiti, vedeva l'impiego dei motori della "famiglia" Wright Whirlwind: si trattava di motori radiali a 9 cilindri che, sviluppati in cilindrate crescenti, vennero impiegati nelle versioni "J4" (identificato anche con la sigla "R-790", per via della cilindrata di 790 in³), "J5" (versione seguente, invariata nella cilindrata), "J6" (la sigla, ancora una volta in base alla cilindrata, in questo caso diventava "R-975") ed infine "J-6-9" (sempre da 975 in³).
La seconda motorizzazione più frequente è rappresentata dai motori Pratt & Whitney Wasp: anche in questo si trattava di motori radiali a 9 cilindri, sviluppati in diverse versioni di produzione: vennero impiegati il Wasp (R-1340, ancora una volta la cifra rappresenta la cilindrata espressa in pollici cubi), ed il Wasp Junior (R-985, in sostanza una versione in scala ridotta del capostipite).
Da sottolineare la realizzazione di un modello che impiegava i motori diesel Packard DR-980: questo motore, malgrado l'affidabilità e l'economicità d'esercizio, non ebbe grande successo (ne furono costruiti in tutto 100 esemplari) a causa dei fumi prodotti dagli scarichi e dalle vibrazioni prodotte una volta in moto.

## Impiego operativo

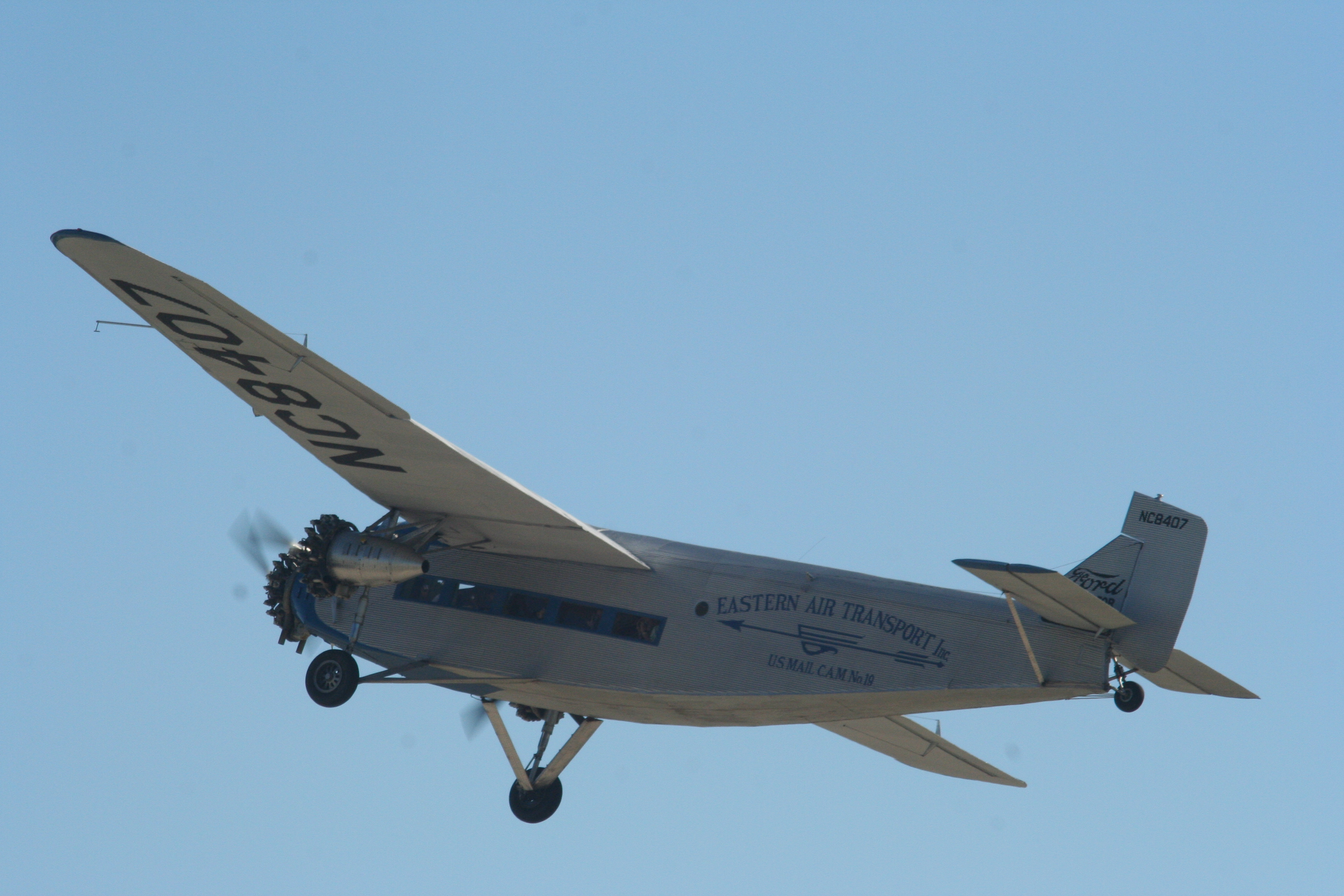
Un Trimotor con le insegne della EAT

Il successo del Trimotor, pur non essendo comparabile con quanto ottenuto dalla Ford in campo automobilistico con la Model T, è stato considerevole, soprattutto considerate le tempistiche di costruzione dell'epoca.
Per altro occorre considerare che i picchi produttivi (che arrivarono a 4 velivoli a settimana) vennero raggiunti nel corso del 1929, poco prima del verificarsi della crisi che portò al crollo della borsa di Wall Street ed al blocco della catena di montaggio.
Risulta praticamente impossibile citare tutte le compagnie che utilizzarono il Trimotor nel corso della sua vita operativa, ma è indubbio il contributo che questo velivolo diede allo sviluppo dell'aviazione commerciale nel corso degli anni trenta, rimanendo in servizio, in molte compagnie minori, ben oltre il termine della seconda guerra mondiale.
L'ultimo velivolo prodotto lasciò le linee di montaggio il 7 giugno 1933, ma ancora nel 1954 "Bill" Stout acquistò i diritti del progetto del Trimotor nel tentativo di dare una seconda vita al velivolo. Ribattezzato Stout Bushmaster 2000, il progetto incontrò problematiche tecniche e finanziarie che risultarono difficili da superare e furono completati soltanto due esemplari (uno nel 1966 ed uno nel 1985).

## Versioni

### Modelli ad uso civile

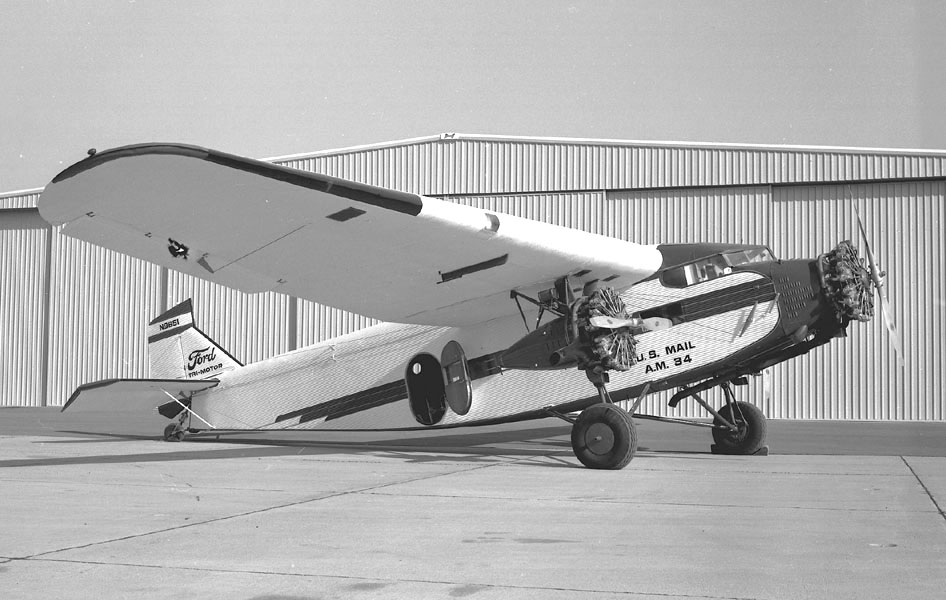
Un Ford Trimotor 5-AT-B

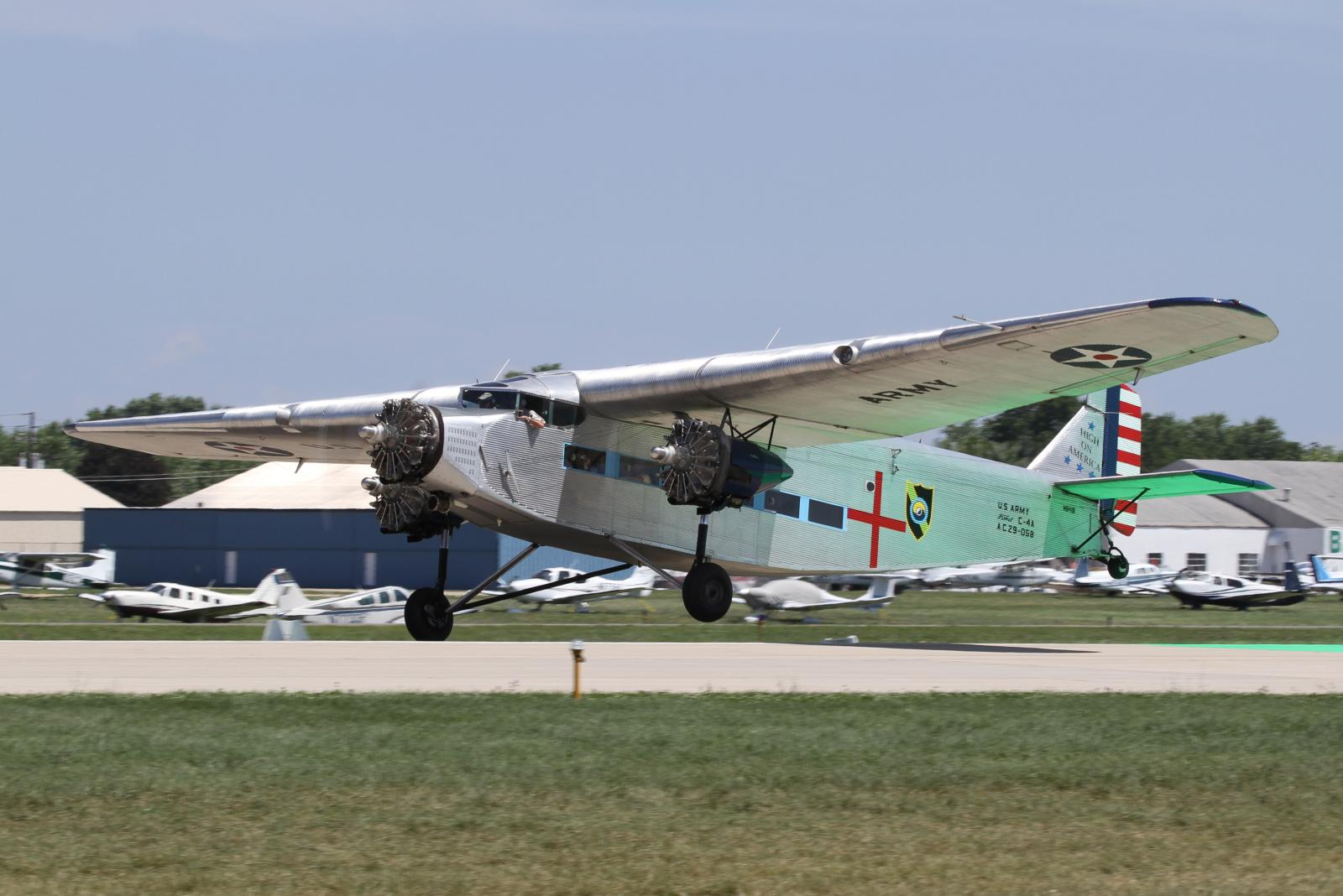
Un Ford Trimotor 5-AT-C

- Model 3-AT: prototipo iniziale del trimotore Stout; andò distrutto il 17 gennaio 1926;
- Model 4-AT: primo trimotore con il marchio Ford; montava tre motori radiali J-4 Whirlwind, e portava 8 passeggeri;
  - 4-AT-A: prima versione di serie (14 esemplari);
  - 4-AT-B: variante con apertura alare aumentata e dotato di motori J-5 Whirlwind; configurazione per 12 passeggeri (35 esemplari);
  - 4-AT-C: un singolo esemplare di derivazione "4-AT-B"; montava motori Wasp da 406 CV;
  - 4-AT-D: dotato di ala simile all'originale; 3 esemplari costruiti e motorizzati uno con motori J-4, uno con due J-5 ed un J-6-9, infine uno con tre J-6-9;
  - 4-AT-E: incorporava alcune modifiche di scarsa rilevanza ed impiegava motori J-6 da 304 CV (24 esemplari);
  - 4-AT-F: un singolo velivolo, di poco diverso dai "4-AT-E";
- Model 5-AT: seconda variante principale, di dimensioni maggiori rispetto alla "4-AT";
  - 5-AT-A: motorizzata con motori Wasp da 426 CV; vennero costruiti 3 velivoli;
  - 5-AT-B: nuova configurazione a 15 posti, dotata di motori Wasp C-1 oppure Wasp SC-1 da 426 CV (42 esemplari);
  - 5-AT-C: versione con 17 posti (48 velivoli);
  - 5-AT-D: variante con peso complessivo incrementato; equipaggiata con motori Wasp Sc da 456 CV (24 esemplari);
- Model 6-AT-A: simile al "5-AT-C", impiegava motori J-6 (3 velivoli);
- Model 7-AT-A: ricostruzione del "6-AT-A", con motore centrale Wasp;
- Model 8-AT: modifica di un singolo "5-AT-C" in trasporto merci, privato dei motori esterni;
- Model 9-AT: un singolo "4-AT-B" modificato con l'installazione di motori Wasp Junior da 304 CV;
- Model 11-AT: un singolo "4-AT-E" ricostruito con motori Packard DR-980 (diesel) da 227 CV;
- Model 13-A: un singolo "5-AT-D" modificato con due motori J-6 ed un Wright Cyclone da 583 CV;
- Model 14-A: un singolo velivolo costruito nel 1932 dalle dimensioni sensibilmente maggiori; montava motori Hispano-Suiza (i due esterni da 715 CV ed il centrale da 1100 CV) ed era realizzato per trasportare 40 passeggeri, tuttavia non volò mai;

### Modelli ad uso militare
Designazioni utilizzate dall'US Army:
- C-3: un velivolo basato sul "4-AT-B";
- C-3A: versione con motori Wright Whirlwind da 237 CV (7 esemplari);
- C-4: un solo velivolo, basato sulla modifica di un altro "4-AT-B";
- C-4A: versione basata sulla "5-AT-D", impiegava motori Wasp da 456 CV (4 velivoli);
- C-9: ridesignazione assegnata ai 7 esemplari di "C-3A", rimotorizzati con i Wright Whirlwind da 304 CV;
- XB-906-1: unico prototipo per una versione da bombardamento; dotato di rastrelliere interne e postazioni per due mitragliere, precipitò il 19 settembre 1931;

Designazioni utilizzate dall'US Navy e dall'US Marine Corps:
- XJR-1: un esemplare, basato sulla versione "4-AT";
- JR-2: versione basata sul "4-AT-E" (2 per l'US Navy, 2 per l'US Marine Corps); successivamente ridesignati RR-2;
- JR-3: velivoli simili ai "5-AT-C" (3 per l'US Navy); successivamente ridesignati RR-3;
- RR-4: un ulteriore velivolo basato sulla versione "5-AT-C" (US Navy);
- RR-5: variante derivata dalla "5-AT-D" (1 per l'US Navy, 1 per l'US Marine Corps).

Dati tratti da Enciclopedia l'Aviazione

## Curiosità
- Fu a bordo di un Ford Trimotor 4.AT (che ribattezzò Floyd Bennett) che il Capitano Richard Evelyn Byrd, il 29 novembre 1929, sorvolò per primo il Polo Sud.[6]
- La canadese BYN Co. impiegò il Trimotor matricola CF-AZB operando dalla base di Whitehorse (Yukon), dall'aprile 1936 fino al suo danneggiamento (in manovra, all'interno di un hangar) nell'agosto 1940.[7]
- Nella parte iniziale del film Indiana Jones e il tempio maledetto il protagonista e i suoi compagni d'avventura vengono inseguiti da un gruppo di gangsters cinesi per le strade di Shanghai e utilizzano un Trimotor per sfuggire ai malavitosi. Successivamente l'aereo viene fatto precipitare intenzionalmente dai due piloti cinesi, in quanto al soldo dello stesso boss malavitoso, che si gettano con il paracadute, costringendo Indiana Jones ad un rocambolesco atterraggio in gommone in India.

## Utilizzatori

### Civili
Cile
- LATAM

 Colombia
- SACO (Servicio Aéreo Colombiano)
- SCADTA (Sociedad Colombo Alemana de Transporte Aéreo)

 Canada
- BYN Co.(British Yukon Navigation Company)

 Cuba
- Cubana

 Cecoslovacchia
- Czech Airlines

 Rep. Dominicana
- Dominicana de Aviación[8]

 Messico
- Mexicana

 Stati Uniti
- American Airlines
- Grand Canyon Airlines
- Pan American World Airways
- Transcontinental Air Transport
- Trans World Airlines
- Wien Air Alaska
- United Airlines

### Militari

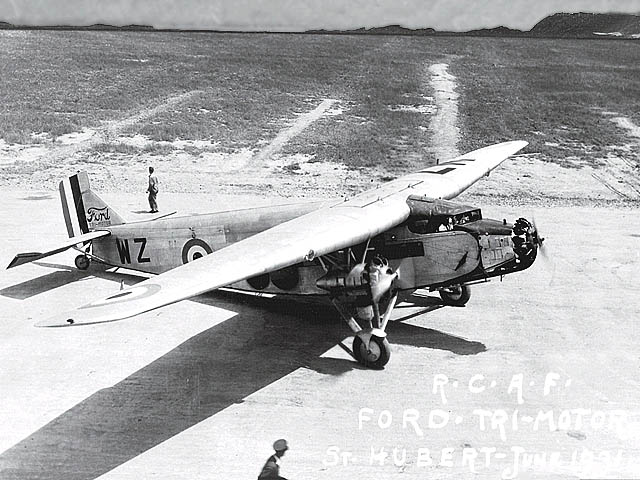
Ford Trimotor G-CYWZ della Royal Canadian Air Force

Australia
- Royal Australian Air Force
  - No. 24 Squadron RAAF

 Canada
- Royal Canadian Air Force

 Colombia
- Fuerza Aérea Colombiana

 Spagna
- Ejército del Aire

 Regno Unito
- Royal Air Force
  - No. 271 Squadron RAF

 Stati Uniti
- United States Army Air Corps
- United States Marine Corps
- United States Navy

## Velivoli comparabili
Paesi Bassi
- Fokker F.VII

 Germania
- Junkers G 24
- Junkers G 31

 Italia
- Caproni Ca.101

 Stati Uniti
- Hamilton H-45/H-47
- Stinson SM-6000